# Jean-Jacques Sempé
Jean-Jacques Sempé, känd som Sempé, född 17 augusti 1932 i Pessac i Gironde, död 11 augusti 2022 i Draguignan i Var, var en fransk serietecknare.
Sempé är känd för en serie barnböcker om Le petit Nicolas som han skapade tillsammans med René Goscinny, och för sina illustrationer och tecknade serier i Le Figaro, Le Nouvel Observateur, The New Yorker, Le Moustique, Le Rire, Paris Match med flera.